# إي آس بي آن كريك إنفو
إي آس بي آن كريك إنفو هو موقع ويب من نوع بيانات وعمل مرجعي وموقع ويب حول الرياضات أنشئ في 15 مارس 1993، الموقع ملك إي إس بي إن، وهو متوفر باللغة الإنجليزية.

## وصلات خارجية
- الموقع الرسمي